# Resolució 1100 del Consell de Seguretat de les Nacions Unides
La Resolució 1100 del Consell de Seguretat de les Nacions Unides fou adoptada per unanimitat el 27 de març de 1997.
Després de recordar totes les resolucions sobre la situació a Libèria, en particular la Resolució 1083 (1996), el Consell va prorrogar el mandat de la Missió d'Observació de les Nacions Unides a Libèria (UNOMIL) fins al 30 de juny de 1997.
Segons l'informe del Secretari General Kofi Annan, la situació a Libèria ha millorat, hi ha hagut una revitalització de la societat liberiana i s'han iniciat els preparatius per a eleccions generals de 1997. Havien estat programades per al 30 de maig de 1997 d'acord amb la Comunitat Econòmica dels Estats de l'Àfrica Occidental (ECOWAS) i eren essencials per al procés de pau.
El Consell de Seguretat va expressar la seva preocupació per les demores durant la instal·lació de la Comissió Nacional Electoral de Libèria i la reconstitució de la Cort Suprema de Justícia de Libèria. Es va demanar a la comunitat internacional que financés les eleccions i les operacions de la UNOMIL i el Grup de Monitorització de la Comunitat d'Estats de l'Àfrica Occidental. La resolució va ressaltar la importància per al respecte dels drets humans i el dret de tornar dels refugiats, mentre que havia començat el desarmament de les faccions en conflicte. A més, es va recordar a tots els països el seu deure d'observar estrictament l'embargament d'armes contra Libèria imposat a la Resolució 788 (1992) i denunciar-ne les violacions al Comitè establert a la Resolució 985 (1995).
La resolució 1100 va concloure demanant al Secretari General que informés al Consell abans del 20 de juny de 1997 sobre els esdeveniments a Libèria, en particular pel que fa al procés electoral.